# Gunnel Liljegren
Gunnel Liljegren, född Sjöberg 26 februari 1927 i Stensele församling i Västerbottens län, är en svensk före detta adjunkt och riksdagsledamot för Moderaterna i Stockholms län 1979–1988.
Gunnel Liljegren var ordförande i kommunfullmäktige i Södertälje kommun 1988–1991.